# Флаг Усть-Багарякского сельского поселения
Флаг муниципального образования Усть-Багаря́кское сельское поселение Кунашакского муниципального района Челябинской области Российской Федерации — опознавательно-правовой знак, служащий официальным символом муниципального образования.
Флаг утверждён 11 апреля 2008 года и внесён в Государственный геральдический регистр Российской Федерации с присвоением регистрационного номера 4053.
Флаг Усть-Багарякского сельского поселения составлен на основе герба Усть-Багарякского сельского поселения по правилам и соответствующим требованиям геральдики, и отражает исторические, культурные социально-экономические, национальные и иные местные традиции.

## Описание
«Прямоугольное полотнище с отношением ширины к длине 2:3, с опрокинутым вилообразным крестом белого цвета и углами синего (у древка), красного (внизу) и зелёного цветов, в центре которого пшеничный колос жёлтого цвета».

## Обоснование символики
Флаг Усть-Багарякского сельского поселения отражает исторические, географические, национальные особенности.
Усть-Багарякский сельский совет создан в 1922 году на базе крестьянских хозяйств, о чём аллегорически говорит золотой колос.
Колос — символ плодородия, животворный силы, говорит о сельскохозяйственной направленности поселения.
Жёлтый цвет (золото) — символ богатства, справедливости, уважения, великодушия.
Усть-Багаряк расположен на границе трёх областей — Челябинской (красная часть флага), Свердловской (синяя часть флага) и Курганской (зелёная часть флага). Помимо этого красный (багряный) цвет отражает наименование поселения: багаряк — багряный — красный — красивый. Места здесь очень красивые, что аллегорически показывают синий и зелёный цвета полотнища, дополняя природную символику флага.
Синий цвет — символ чести, славы, преданности, постоянства, истины, красоты и добродетели.
Зелёный цвет — символ жизни, изобилия, возрождения, здоровья.
Вилообразный опрокинутый крест показывает, что село Усть-Багаряк расположено в устье двух рек — Багаряк и Синары. Усть-Багаряк — самое большое селение на Синаре. И в самом Усть-Багаряке её долина распахнулась широко, русло раздваивается, обтекая острова, большие и малые.
Белый цвет (серебро) — символ веры, чистоты, искренности, чистосердечности, благородства, откровенности и невинности.